# Ordizia
Ordícia (en èuscar i oficialment Ordizia) és un municipi de Guipúscoa, al País Basc.

## Evolució del nom del municipi
El municipi va néixer en 1256, quan el rei castellà Alfons X el Savi ordena la seva fundació en el lloc que es deia Ordícia (Ordicia). Anys més tard, en 1268, el mateix rei va atorgar a la població el títol de vila i certs privilegis com el Fur de Vitòria, rebatejant la població com Vilafranca (Villafranca), per a incidir en els drets dels seus pobladors.
En 1916 el municipi va canviar el seu nom oficial pel de Vilafranca d'Òria (Villafranca de Oria), a causa del fet que la legislació vigent convidava a afegir una muletilla a aquells municipis que tenien poblacions homònimes en altres parts del país. El nom de Villafranca de Oria, no tenia, no obstant això, massa calat popular pel que el 1970 es va optar per Vilafranca d'Ordícia (Villafranca de Ordicia), integrant així en el nom compost del municipi les dues denominacions tradicionals. Finalment, per la resolució del 4 de gener de 1982 de la Viceconselleria d'Administració Local, publicada en el BOPV del 20 de gener del mateix any, es va adoptar oficialment la denominació d'Ordizia, que és la d'ús tradicional en èuscar, adaptat a la moderna grafia de l'idioma.

## Esport
- Ordizia Rugby Elkartea: equip de rugbi de la localitat.

## Persones il·lustres naturals d'Ordizia
- Mikel Garmendia (1945-2005): actor de cinema, teatre i televisió.
- Dolores González Katarain, Yoyes (1954-1986): famosa per ser la primera dona dirigent d'ETA i per haver estat assassinada per aquesta organització acusada de traïció.
- Luciano Montero (1908-1993): ciclista.
- Domingo Unanue (1901-1985): arquitecte.
- Joseba Rezola (1900-1971): militant nacionalista basc. Va ser secretari general del PNB i vicepresident del Govern basc en l'exili.
- Nicolas de Lecuona (1913-1937): artista avantguardista, pintor, dibuixant i fotògraf.
- Martín de Mujica y Buitrón (?-1649): governador de Xile.
- Andrés de Urdaneta (1508-1568): mariner i explorador. Va descobrir la ruta de navegació que va permetre la connexió marítima entre les Filipines i Mèxic.
- Marcelo Usabiaga Jáuregui (1916 - 2015): Militant comunista i guerriller antifranquista.

## Gran esdeveniment
El 5 de desembre de 2007 per primera vegada, un Cap d'Estat visita Ordizia en els seus vuit segles d'història: la presidenta filipina Gloria Macapagal Arroyo i el lehendakari Juan José Ibarretxe hi van inaugurar oficialment els actes del 500 Aniversari del naixement del religiós i navegant basc Andrés de Urdaneta.